# Tarnay Ivor
Tarnay Ivor (Makó, 1874. szeptember 29. – Makó, 1941. október 1.) alispán, Makó díszpolgára.

## Életpályája
Középiskolai tanulmányait Makón és Szarvason végezte el. A Budapesti Egyetemen diplomázott. 1895-ben közigazgatási gyakornokként kezdte Csanád vármegyében. Csanád vármegyében 40 év közszolgálatot teljesített; 1922–1937 között alispán volt. 1929-ben a makói Hollósy Kornélia Színházban ünnepséget rendezett. 1937-ben Makó díszpolgára lett.
Sírja a makói római katolikus temetőben található.

## Családja
Szülei: Tarnay Antal (1827–1888) törvényszéki elnök és Návay Franciska (1836–1925) voltak. Felesége Hanny Mária volt (1887–1950).